# Каређине
Каређине (итал. Careggine) је насеље у Италији у округу Лука, региону Тоскана.
Према процени из 2011. у насељу је живело 294 становника. Насеље се налази на надморској висини од 887 м.

## Становништво
| 1936. | 1951. | 1961. | 1971. | 1981. | 1991. | 2001. | 2011. |
| ----- | ----- | ----- | ----- | ----- | ----- | ----- | ----- |
| 1.705 | 1.688 | 1.199 | 984   | 844   | 754   | 642   | 584   |